# Franz Abromeit

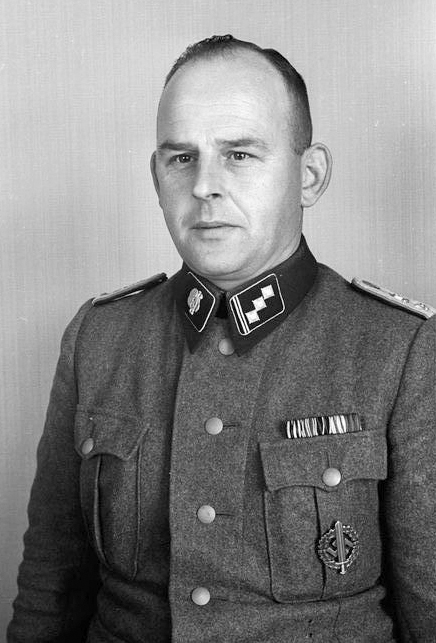
Retrato

Franz Abromeit (Tilsit, Prusia Oriental; 8 de agosto de 1907 – declarado muerto el 30 de junio de 1964) fue un oficial alemán de la SS bajo las órdenes de Adolf Eichmann durante la Segunda Guerra Mundial.

## Biografía
En su juventud fue un comerciante de cuero. A principio de los años 30, ingresa al Partido Nazi con el número 329.305 y la SS con el número 272.353. Ascendido a SS-Untersturmführer el 9 de noviembre de 1937, en diciembre de ese mismo año es asignado a la Oficina principal del SD. Ascendido a SS-Obersturmführer el 9 de noviembre de 1938, en 1940 es nuevamente ascendido a SS-Hauptsturmführer en el Comando de Danzig responsable de la "evacuación" de Polonia.
Abromeit fue un "experto" en la Sección IVB4 bajo las órdenes de Adolf Eichmann, siendo enviado a Zagreb (Croacia) para encargarse de la deportación. Entre el 13 y el 20 de agosto de 1942, bajo sus órdenes partieron cinco trenes desde Croacia hacia Auschwitz con 5.500 Judíos a bordo, la mitad del campo de concentración de Tenje y el resto del campo de Loborgrad provenientes de Zagreb y Sarajevo. En mayo de 1943, mientras Heinrich Himmler estuvo de visita en Zagreb, se efectuaron otra serie de deportaciones hacia Auschwitz, con la incorporación de judíos alemanes y croatas en la lista de deportados. En dos trenes el 5 y 10 de mayo fueron deportados un grupo de 1.150 judíos incluyendo los líderes de las comunidades judías de Zagreb y Osijek. De todos los deportados croatas a Auschwitz, solo regresaron pocas docenas. En la misma Croacia, solo unos pocos cientos de judíos permanecieron vivos, muchos de ellos porque eran protegidos de los dirigentes políticos croatas o porque habían estado casados con no judíos. 
En 1944, fue enviado a Hungría para coordinar la deportación de su comunidad judía. De los 430.000 judíos húngaros deportados, unos 200.000 fueron exterminados.
En 1945 logró escapar, sospechándose que se refugió en Egipto. Fue declarado muerto en 1964 sin tener conocimiento de su ubicación exacta y sin dejar rastro.